# Vlastito gibanje (astronomija)
Vlastito gibanje je pojam iz astronomije. Predstavlja pomak zvijezde na nebeskoj sferi. S obzirom na to da ovaj viđeni pomak predstavlja kutni pomak, iskazuje se kao kutna brzina. Mjerimo ju u lučnim sekundama na godinu.
Vlastito gibanje razlikuje se od vlastite brzine u teoriji relativnosti.